# Lurrie Bell
Lurrie C. Bell (Chicago, 13 december 1958) is een Amerikaanse blueszanger en -gitarist. Zijn vader was de bekende blues-mondharmonicaspeler Carey Bell.

## Biografie
Bell begon met gitaar spelen op 6-jarige leeftijd en in zijn tienerjaren verbeterde hij zijn vaardigheden door te spelen met de legendes van het Chicago bluescircuit, waaronder Eddy Clearwater, Big Walter Horton en Eddie Taylor.
Halverwege de jaren 1970 trad hij toe tot Koko Taylors Blues Machine en toerde hij vier jaar met de band. Hij maakte zijn opnamedebuut in 1977 toen hij verscheen op zijn vaders album Heartaches and Pain en ook op Eddie C. Campbells King of the Jungle. Het was rond die tijd dat hij The Sons of Blues oprichtte met muzikanten als Billy Branch op mondharmonica. Drie nummers van de opnamen van de band waren te zien in de Alligator Records-compilatie Living Chicago Blues Vol. 3, uitgebracht in 1978. In 1989 bracht hij zijn eerste solo-album Everybody Wants To Win uit bij JSP Records.
Hoewel Bells carrière in de goede richting leek te gaan en de aandacht trok van de bluesfans over de hele wereld als een jong wonderkind van de blues, vocht hij jarenlang tegen emotionele problemen en drugsmisbruik, waardoor hij niet regelmatig optrad.
Hij begon een comeback in 1995 met het goed ontvangen album Mercurial Son, zijn eerste van meerdere van Delmark Records. Daarna volgde een reeks albums en hij begon vaker op te treden in de club- en bluesfestivalcircuits van Chicago.
Bell is te horen op Gettin' Up - Live at Buddy Guy's Legends, Rosa's and Lurrie's Home, een cd- en dvd-publicatie uit 2007 van Delmark, waar hij speelt met zijn vader Carey. Kort na deze publicatie overleed Carey in mei 2007 en dit werd zijn laatste opgenomen inspanning.

## Onderscheidingen
In 2014 won Bell een Blues Music Award voor zijn nummer Blues in my Soul in de categorie «Song of the Year». Hij werd genomineerd voor een vergelijkbare prijs in vier andere categorieën.In 2015 won Bell een Blues Music Award in de categorie «Traditional Blues Male Artist». Bells album Can't Shake This Feeling uit 2016, werd genomineerd voor een Grammy Award voor «Best Traditional Blues Album».

## Discografie

### Solo
- 1989: Everybody Wants to Win (JSP)
- 1995: Mercurial Son (Delmark)
- 1997: 700 Blues (Delmark)
- 1997: Young Man's Blues (JSP)
- 1998: Kiss of Sweet Blues (Delmark)
- 1998: The Blues Caravan Live at Pit Inn 1982 (P-Vine)
- 1999: Blues Had a Baby (Delmark)
- 2001: Cutting Heads (Vypyr)
- 2007: Let's Talk About Love (Aria B.G.)
- 2012: The Devil Ain't Got No Music (Aria B.G.)
- 2013: Blues in My Soul (Delmark)
- 2016: Can't Shake This Feeling (Delmark)

### Met Carey Bell
- 1977: Heartaches and Pain (Delmark) uitgebracht 1994
- 1982: Going on Main Street (L+R Records)
- 1984: Son of a Gun (Rooster Blues)
- 1986: Straight Shoot (Blues South West)
- 1990: Dynasty (JSP)
- 1994: Harpmaster (JSP)
- 1995: Deep Down (Alligator)
- 1997: Father&Son The Blues Collection  (BLU GNC 072)
- 2004: Second Nature (Alligator) (opgenomen in 1991)
- 2007: Gettin' Up, Live at Buddy Guy's Legends, Rosa's and Lurrie's Home (Delmark)

### Samenwerking met andere artiesten
- 1981: American Folk Blues Festival '81 (L+R)
- 1982: The Sons of Blues Live '82 (L+R)
- 1982: Chicago's Young Blues Generation (L+R) met Billy Branch
- 1991: Rocket Pocket (Bluelight) met Doobie Twisters
- 1998: Chicago's Hottest Guitars: Chicago Blues Session, Vol. 25 (Wolf) met Phil Guy
- 2009: Live at Chan's: Combo Platter No. 2 (met Nick Moss & The Flip Tops)

- Bibliothèque nationale de France: cb13989988p (data)
- Gemeinsame Normdatei: 135375924
- International Standard Name Identifier: 0000 0000 5517 3452
- Library of Congress Control Number: n87101288
- MusicBrainz: eb9c7f54-740b-48bf-9b5e-e727e682b727
- Nederlandse Thesaurus van Auteursnamen: 134856309
- SNAC: w64t9g2f
- Système universitaire de documentation: 089901290
- Virtual International Authority File: 37111357
- WorldCat: E39PBJvd7BDVJW443bPXHRJhpP